# 딜런 폭스
딜런 제임스 폭스(영어: Dylan James Fox, 1994년 4월 15일 ~ )는 오스트레일리아의 북아일랜드 출신 축구 선수로, 포지션은 센터백이다. 현재 인도 슈퍼리그의 고아 소속이며, K리그 등록명은 폭스이다.